# کسل (کالیفرنیا)
کسل (به انگلیسی: Cassel) یک منطقهٔ مسکونی در ایالات متحده آمریکا است که در شهرستان شاستا، کالیفرنیا واقع شده‌است. کسل ۵٫۴۴۰ کیلومتر مربع مساحت و ۲۰۷ نفر جمعیت دارد و ۹۶۸٫۰۶ متر بالاتر از سطح دریا واقع شده‌است.